# Radik Isaev
Radik Veledinovič Isaev (in russo Радик Велединович Исаев?; Ukhul, 26 settembre 1989) è un taekwondoka russo naturalizzato azero, campione olimpico nella categoria +80 kg ai Giochi di Rio de Janeiro 2016.

## Palmarès
Giochi olimpici
- Oro a Rio de Janeiro 2016 (cat. Oltre 80 kg)

Mondiali
- Bronzo a Puebla 2013 (cat. 87 kg)
- Oro a Čeljabinsk 2015 (cat. 87 kg)

Giochi europei
- Oro a Baku 2015 (cat. Oltre 80 kg)

Europei
- Oro a Baku 2014 (cat. 87 kg)
- Oro a Kazan 2018 (cat. 87 kg)